# Вилнис, Карлис
Карлис Вилнис (латыш. Kārlis Vilnis; род. 3 июля 2003, Рига) — латвийский футболист, защитник клуба «Метта».

## Карьера
Воспитанник футбольного клуба «Метта», в котором начинал свой футбольный путь. Прошёл в клубе все юношеские и молодёжные команды в клубе. Неоднократно становился чемпионов различных юношеских местных и международных чемпионатов, а также являлся капитаном команд. В 2021 году выступал за вторую команду «Скансте», где был капитаном, вместе с которой стал победителем Второй Лиги. По возвращении из аренды стал тренироваться с основной командой. 
Дебютировал за клуб 19 марта 2022 года в матче против клуба «Тукумс 2000», выйдя на замену на 9 минуте матча, заменив травмированного Нормундса Улдрикиса. Дебютный гол за клуб забил 20 апреля 2022 года в матче против юрмальского «Спартака». В августе 2022 года продлил контракт с клубом до 2025 года. Окончил сезон на предпоследнем месте в турнирной таблице, отправившись в стыковые матчи. По итогу стыковых матчей против клуба «Гробиня» смогли сохранить прописку в высшем дивизионе.
Новый сезон футболист начал с матча 25 апреля 2023 года против «Риги». В рамках 1/8 финала Кубка Латвии в матче 16 июля 2023 года в стадии серии пенальти уступили клубу «Лиепая». По итогу сезона закончил чемпионат на предпоследнем итоговом месте в зоне переходных матчей. По итогу стыковых матчей футболист вместе с клубом победили клуб «Скансте» и сохранили прописку в чемпионате.
Новый сезон футболист начал 10 марта 2024 года в матче против клуба «Валмиера», выйдя на поле в стартовом составе.

## Международная карьера
В 2019 году дебютировал за юношескую сборную Латвии до 17 лет. Вскоре после дебюта стал капитаном юношеской сборной. В октябре 2019 года выступал в квалификационных матчах на юношеский чемпионат Европы до 17 лет.
В 2021 году получил вызов в юношескую сборную Латвии до 19 лет. Дебютировал за сборную 16 ноября 2021 года в квалификационном матче юношеского чемпионата Европы до 19 лет против сверстников из Сан-Марино.
В сентябре 2022 года был вызван в молодёжную сборную Латвии. Дебютировал за сборную 27 сентября 2022 года в товарищеском матче против Польши.

## Достижения
«Скансте»
- Победитель Второй лиги: 2021